# Henry Ludwell Moore
Henry Ludwell Moore (21 de novembro de 1869 – 28 de abril de 1958) foi um economista estadunidense conhecido por seu trabalho pioneiro em econometria.

## Obras
- Laws of Wages: An Essay in Statistical Economics, 1911. (em inglês)
- Economic Cycles: Their Law and Cause, 1914. (em inglês)
- Forecasting the Yield and Price of Cotton, 1917. (em inglês)
- Generating Economic Cycles, 1923. (em inglês)
- Synthetic Economics, 1929. (em inglês)